# Muspelheim
Muspelheim er i nordisk mytologi en verden der findes før vores kendte verden på jorden dannes. Muspelheim findes langt mod syd. Det er en brændende varm lys verden fyldt med gnister, flammer og sod. I Muspelheim lever Muspelfolket.
Mod nord findes Niflheim, der er mørk og iskold. Midt imellem de to verdener findes det tomme rum Ginnungagap. Her er en behagelig temperatur og det er her urkoen Audhumla og urjætten Ymer lever. Og det er ud af de to væsener at verden, som vikingerne kendte den, fødtes.
Jætten Muspel bor i Muspelheim.
Det oldhøjtyske digt Muspilli beskriver måske en ældre sydgermansk forestilling, hvor "Muspel" er en betegnelse for den verdensbrand, der vil finde sted ved Ragnarok.